# Niesubordynacja
Niesubordynacja – akt rozmyślnego nieposłuszeństwa wobec ustalonego porządku dokonywany przez podwładnego. Niesubordynacja w pracy może być powodem udzielenia kary upomnienia i nagany.